# فانيسا توريس
فانيسا توريس (بالإنجليزية: Vanessa Torres)‏ هي متزلجة لوحية أمريكية، ولدت في 17 يوليو 1986 في آناهايم في الولايات المتحدة.

## وصلات خارجية
- فانيسا توريس على موقع ألعاب إكس (مؤرشف) (الإنجليزية)

- فانيسا توريس على موقع IMDb (الإنجليزية)